# Cúpira (paroisse civile)
Pour les articles homonymes, voir Cupira.
Cúpira est l'une des deux paroisses civiles de la municipalité de Pedro Gual dans l'État de Miranda au Venezuela. Sa capitale est Cúpira. En 2011, sa population s'élève à 20 683 habitants.

## Géographie

### Démographie
Hormis sa capitale Cúpira, la paroisse civile possède plusieurs localités :
- Agua Negra
- Bosquemar
- Buenos Aires
- Chaguaramal
- Cúpira
- El Gugacuco
- La Soledad
- Las Mercedes
- Montevideo
- Palo Blanco
- Playa Pintada
- San Juan
- Santa Cruz
- Santa Lucía
- Tierra Adentro
- Tucurebe
- Valparaíso